# Corbata de fuego
Una corbata de fuego es un artificio de fuego de guerra empleado por la antigua marina, especialmente para la carga de brulotes incendiarios.
Se hacía con tiras de tela vieja que se impregnaban en una solución de salitre, después en aceite resinoso, frotándolas luego con grasa y cubriéndolas finalmente de polvorín.